# Liliane de Kermadec
Liliane de Kermadec (Varsó, Lengyelország, 1928. október 6. – Párizs, 2020. február 13.) francia filmrendező és forgatókönyvíró.

## Filmográfia
- Qui donc a rêvé? (1965)
- Home Sweet Home (1972)
- Aloïse (1975)
- Le petit pommier (1981)
- Mersonne ne m'aime (1982)
- Un moment d'inattention (1986)
- La piste du télégraphe (1994)
- La très chère indépendance du Haut Karabagh (2005)
- Le murmure des ruines (2008)

## Díjak, jelölések
- Arany Pálma – jelölés (1975) (Aloïse)

## Fordítás
- Ez a szócikk részben vagy egészben  a   Liliane de Kermadec című angol Wikipédia-szócikk ezen változatának fordításán alapul.  Az eredeti cikk szerkesztőit annak laptörténete sorolja fel. Ez a jelzés csupán a megfogalmazás eredetét és a szerzői jogokat jelzi, nem szolgál a cikkben szereplő információk forrásmegjelöléseként.